# セイルフィッシュ級潜水艦
セイルフィッシュ級潜水艦（セイルフィッシュきゅうせんすいかん 英語: Sailfish-class submarine）は、アメリカ海軍の潜水艦の艦級。

## 概要
本級は空母機動部隊の前衛として、大型レーダーを装備し、敵の警戒にあたるレーダーピケット潜水艦として構想されたものである。しかし、レーダー能力や早期警戒機の能力が向上するとその存在価値が無くなり、攻撃型潜水艦に艦種変更された。
排水量もそれまでのアメリカ潜水艦の中では最大級の大型潜水艦であった。就役時には司令塔のほか、艦の後部に大型レーダー・マストを装備している。司令塔にはBPS-2対空レーダーを装備し、これは司令塔内に格納できた。艦後部のレーダー・マストにはBPS-3高角測定レーダーを装備していた。武装は魚雷発射管6門のみで、砲熕兵器は装備していなかった。

## 同型艦
- セイルフィッシュ (USS Sailfish, SSR/SS/AGSS-572)：1956年就役、1978年除籍、2007年実標的として撃沈処分
- サーモン (USS Salmon, SSR/SS/AGSS-573)：1956年、1977年除籍、1993年実標的として撃沈処分